# Trichotropis
Trichotropis là một chi ốc biển nhỏ, là động vật thân mềm chân bụng sống ở biển trong họ Capulidae.

## Các loài
Các loài trong chi Trichotropis gồm có:
- Trichotropis bicarinata (Sowerby I, 1825)[2]
- Trichotropis borealis Broderip & Sowerby G.B. I, 1829[3]
- Trichotropis conicus Møller, 1842[4]
- Trichotropis migrans Dall, 1881[5]
- Trichotropis turrita Dall, 1927

Các loài được đưa vào đồng nghĩa
- Trichotropis atlantica Möller, 1842: đồng nghĩa của Trichotropis borealis Broderip & Sowerby G.B. I, 1829
- Trichotropis bicarinatus: đồng nghĩa của Trichotropis bicarinata (Sowerby I, 1825)
- Trichotropis blainvilleanus Petit de la Saussaye, 1851: đồng nghĩa của Separatista helicoides (Gmelin, 1791)
- Trichotropis conica Broderip & Sowerby, 1842: đồng nghĩa của Trichotropis borealis Broderip & Sowerby G.B. I, 1829
- Trichotropis costellata Couthouy, 1838: đồng nghĩa của Trichotropis borealis Broderip & Sowerby G.B. I, 1829
- Trichotropis dorbignyanum Petit de la Saussaye, 1851: đồng nghĩa của Coralliophila erosa (Röding, 1798)
- Trichotropis flavida Hinds, 1843: đồng nghĩa của Separatista flavida (Hinds, 1843)
- Trichotropis gabrieli Pritchard & Gatliff, 1899: đồng nghĩa của Separatista helicoides (Gmelin, 1791)
- Trichotropis gouldii A. Adams, 1857: đồng nghĩa của Alora gouldii (A. Adams, 1857)
- Trichotropis inermis Hinds, 1877: đồng nghĩa của Trichotropis borealis Broderip & Sowerby G.B. I, 1829
- Trichotropis inflata Friele, 1879: đồng nghĩa của Iphinopsis inflata (Friele, 1879)
- Trichotropis kelseyi Dall, 1908: đồng nghĩa của Iphinopsis kelseyi (Dall, 1908)
- Trichotropis kroeyeri Philippi, 1849: đồng nghĩa của Neoiphinoe kroeyeri (Philippi, 1849)
- Trichotropis lomana Dall, 1918: đồng nghĩa của Provanna lomana (Dall, 1918)
- Trichotropis nuda Dall, 1927: đồng nghĩa của Iphinopsis nuda (Dall, 1927)
- Trichotropis orientalis Schepman, 1909: đồng nghĩa của Akibumia orientalis (Schepman, 1909)
- Trichotropis pacifica Dall, 1908: đồng nghĩa của Provanna pacifica (Dall, 1908)
- Trichotropis saintjohnensis Verkrüzen, 1877: đồng nghĩa của Trichotropis borealis Broderip & Sowerby G.B. I, 1829
- Trichotropis solida Aurivillius, 1885: đồng nghĩa của Admete regina Dall, 1911
- Trichotropis tricarinata Brazier, 1878: đồng nghĩa của Separatista helicoides (Gmelin, 1791)

## Hình ảnh

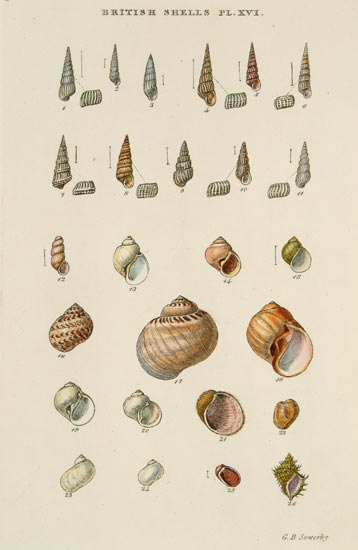